# 杜倫斯泰因修道院
杜倫斯泰因修道院（德語：Stift Dürnstein）是位於奧地利瓦豪附近的一座修道院，被認為是瓦豪的地標建築之一。杜倫斯泰因修道院始建於1372年，現在是一座國際會議中心。

## 外部連結

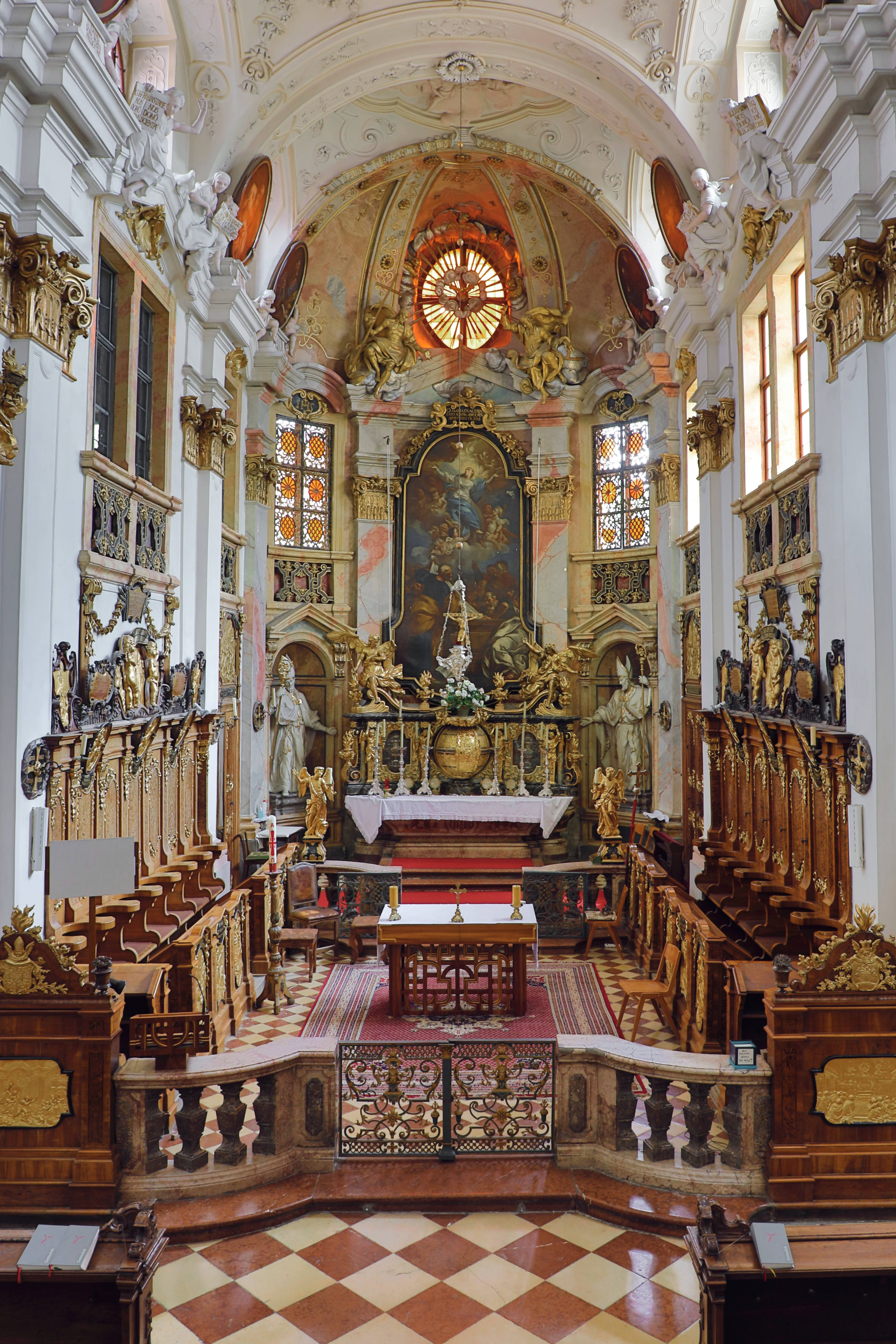
高壇

- Stift Dürnstein （页面存档备份，存于）
- Fotos vom Stift Dürnstein